# Grades de la Police nationale française
Pour les articles homonymes, voir Grades de la police (homonymie).
 (juin 2019).
Si vous disposez d'ouvrages ou d'articles de référence ou si vous connaissez des sites web de qualité traitant du thème abordé ici, merci de compléter l'article en donnant les références utiles à sa vérifiabilité et en les liant à la section « Notes et références ».
Cet article présente les grades de la Police nationale française.
Ceux-ci se répartissent en trois catégories : les grades du corps de conception et de direction (composé des commissaires de police), ceux du corps de commandement (composé des officiers de police, dont les grades sont inspirés de ceux de l'armée française) et enfin ceux du corps d'encadrement et d'application (composé des gardiens de la paix et des gradés), auquel il faut ajouter celui de policier adjoint (anciennement adjoint de sécurité).

## Généralités
À l'instar de la Gendarmerie départementale, qui est historiquement une arme montée, la Police nationale est traditionnellement considérée comme un service monté, ce qui justifie la couleur argent d'une partie de ses galons[réf. nécessaire]. Ceux-ci ainsi que les boutons des vareuses des officiers de police et des officiers de sapeurs-pompiers sont blancs, et non argentés, symbole de la paix civile[réf. nécessaire].
Les manchons (ou fourreaux d'épaules) supportant les galons de la Police nationale ont une couleur différente :
- L'ensemble des unités de la Police nationale, à l'exception des compagnies républicaines de sécurité, porte des galons de couleur blanche sur fond bleu nuit.
- Les compagnies républicaines de sécurité (CRS) portent des galons de couleur blanche sur fond bleu clair ou bleu gris.

Les galons correspondants aux grades sont fixés par l'Arrêté du 9 décembre 2019 relatif aux insignes et uniformes des personnels de la police nationale.

## Grades du corps de conception et de direction
Le corps de conception et de direction est divisé en deux catégories :
- Les emplois supérieurs de direction de la Police nationale ;
- Les commissaires de police (commissaires, commissaires divisionnaires et commissaires généraux).

### Préfets de police
| Désignation | Appellation                                                     | Indicatif  | Galons |
| --- | --------------------------------------------------------------- | ---------- | ------ |
| Préfet de police de Paris ou des Bouches-du-Rhône. Le titulaire de cette fonction appartient au corps préfectoral et non à un corps de la Police nationale. Il ne peut donc être placé dans la hiérarchie policière, bien qu'il ait autorité sur les fonctionnaires de police rattachés à sa préfecture. Les préfets de département exercent par ailleurs la responsabilité de la sécurité publique (avec autorité sur les forces de police) dans les autres département. Ils disposent du même uniforme que les préfets de police. | Monsieur le Préfet [de Police] ou Madame la Préfète [de Police] | Inexistant |        |

### Direction de la police nationale
| Désignation (abréviation)                            | Appellation                                                      | Toutes directions (DG/SP/PAF/PJ/PP) | Compagnies républicaines de sécurité |
| ---------------------------------------------------- | ---------------------------------------------------------------- | ----------------------------------- | ------------------------------------ |
| Directeur général de la Police nationale (DGPN)      | Monsieur le Directeur général ou Madame la Directrice générale   |                                     |                                      |
| Directeur des services actifs de la Police nationale | Monsieur le Directeur ou Madame la Directrice                    |                                     |                                      |
| Inspecteur général de la Police nationale            | Monsieur l'Inspecteur général ou Madame l'Inspectrice générale   |                                     |                                      |
| Contrôleur général de la Police nationale            | Monsieur le Contrôleur général ou Madame la Contrôleuse générale |                                     |                                      |

### Commissaires de police
| Désignation (abréviation)                | Appellation | Toutes directions (DG/SP/PAF/PJ/PP) | Compagnies républicaines de sécurité (CRS) | Musique de la Police nationale |
| ---------------------------------------- | --- | ----------------------------------- | ------------------------------------------ | ------------------------------ |
| Commissaire général de police (CG)       | Monsieur le Commissaire général ou Madame le Commissaire générale (accepté : Monsieur le Général ou Madame la Générale)                       |                                     |                                            | Inexistant                     |
| Commissaire divisionnaire de police (CD) | Monsieur le Commissaire divisionnaire ou Madame le Commissaire divisionnaire (accepté : Monsieur le Divisionnaire ou Madame la Divisionnaire) |                                     |                                            |                                |
| Commissaire de police (CP ou CRE)        | Monsieur le Commissaire ou Madame le Commissaire (accepté : commissaire)                                                                      |                                     |                                            |                                |
| Commissaire de police élève et stagiaire | Monsieur le Commissaire ou Madame le Commissaire (accepté : commissaire)                                                                      |                                     |                                            |                                |

## Grades du corps de commandement
L'ensemble des grades d'officiers de police sont regroupés en un seul corps, celui de commandement. Il convient de différencier cependant les capitaines de police (et les capitaines à l'appellation de lieutenant) et les commandants de police qui peuvent prétendre au grade de divisionnaire et de divisionnaire à l'emploi fonctionnel.
A noter que le médecin affecté à la Brigade de recherche et d'investigation (BRI) est un officier détaché de la Brigade des sapeurs pompiers de Paris (BSPP) et porte sur sa tenue de policier un insigne de grade correspondant à celui qu'il y détient, mais sur le modèle "Police", de couleur argentée. Si ce médecin est du grade de médecin en chef ou équivalent, il porte donc un galon de colonel ou de lieutenant-colonel, ce qui constitue une exception. Ce cas s'est produit une fois, durant les années où le médecin affecté à la BRI était le docteur Franck Calamai (1966-2025). Il portait un galon de colonel, qui correspondant à celui qu'il détenait à la BSPP, dont il était détaché pour les missions BRI.

### Commandants de police
| Désignation (abréviation)                                         | Appellation | Toutes directions (DG/SP/PAF/PJ/PP) | Compagnies républicaines de sécurité (CRS) | Musique de la Police nationale |
| ----------------------------------------------------------------- | ----------- | ----------------------------------- | ------------------------------------------ | ------------------------------ |
| Commandant divisionnaire de police à l'emploi fonctionnel (CDTEF) | Commandant  |                                     |                                            | Grades inconnus                |
| Commandant divisionnaire de police (CDTD)                         | Commandant  |                                     |                                            | Grades inconnus                |
| Commandant de police (CDT)                                        | Commandant  |                                     |                                            |                                |

### Capitaines de police
Les lieutenants de police sont officiellement des capitaines de police, ils portent l'appellation de lieutenant pendant leurs quatre premières années dans le corps de commandement.
| Désignation (abréviation)            | Appellation    | Toutes directions (DG/SP/PAF/PJ/PP) | Compagnies républicaines de sécurité (CRS) | Musique de la Police nationale |
| ------------------------------------ | -------------- | ----------------------------------- | ------------------------------------------ | ------------------------------ |
| Capitaine de police (CNE)            | Capitaine      |                                     |                                            |                                |
| Lieutenant de police (LTN)           | Lieutenant     |                                     |                                            |                                |
| Lieutenant de police stagiaire (LTS) | Lieutenant     |                                     |                                            | Inexistant                     |
| Élève officier de police (ELT)       | Élève officier |                                     |                                            |                                |

## Grades du corps d'encadrement et d'application
Les gardiens de la paix et les gradés sont regroupés dans le corps d'encadrement et d'application, autrefois appelé corps de maitrise et d'application, qui comprend trois grades : gardien de la paix, brigadier chef de police et major de police.
| Désignation (abréviation)                                       | Appellation            | Toutes directions (DG/SP/PAF/PJ/PP) | Compagnies républicaines de sécurité (CRS) | Musique de la Police nationale |
| --------------------------------------------------------------- | ---------------------- | ----------------------------------- | ------------------------------------------ | ------------------------------ |
| Major de police, responsable d'unité locale de police (RULP)    | Major                  |                                     |                                            | Grades inconnus                |
| Major de police à l'échelon exceptionnel (MEEX) (en extinction) | Major                  |                                     |                                            | Grades inconnus                |
| Major de police (MJR)                                           | Major                  |                                     |                                            |                                |
| Brigadier-chef de police (B/C)                                  | Brigadier-Chef ou Chef |                                     |                                            |                                |
| Gardien de la paix (GPX)                                        | Gardien                |                                     |                                            |                                |
| Gardien de la paix stagiaire (GPXS)                             | Gardien                |                                     |                                            | Inexistant                     |
| Élève gardien de la paix (EGPX)                                 | Élève gardien          |                                     |                                            |                                |

## Policiers adjoints
| Désignation (abréviation)    | Appellation | Toutes directions (DG/SP/PAF/PJ/PP/CRSAuto)                                                                                                 |
| ---------------------------- | ----------- | --- |
| Policiers adjoints (PA)      | Adjoint     | |
| Cadet de la République (CAD) | Cadet       | Pas de grade : port de l'écusson des Cadets de la République ainsi que d'une coiffe brodée « Cadet » puis d’un calot avec un pin’s «Cadet». |

## Anciens grades de la Police nationale
| Désignation (abréviation)                                                                              | Appellation | Galon                                   | Commentaires |
| --- | --- | --------------------------------------- | --- |
| Commissaire principal de police (CPL ou CPAL)                                                          | Monsieur le Commissaire principal ou Madame la Commissaire principale (accepté : Monsieur le Principal ou Madame la Principale) |                                         | Grade entre commissaire de police et commissaire divisionnaire de police jusqu'en 2016. |
| Commandant de Groupement de Police Abréviation inconnue                                                | Colonel |                                         | Grades existants de 1958 à 1977 dans les Compagnies Républicaines de Sécurité |
| Commandant Principal de Police Abréviation inconnue                                                    | Colonel |                                         | Grades existants de 1958 à 1977 dans les Compagnies Républicaines de Sécurité |
| Brigadier de police BG ou BIER                                                                         | Brigadier |                                         | Grade supprimé le 1er août 2023, désormais les gardiens de la paix accèdent directement au grade de brigadier-chef. Les galons de sous-brigadier sont toujours portés par les gardiens de la paix à partir de l’échelon 6 ou 10 ans révolu d'administration pour montrer leur ancienneté. |
| Sous-brigadier de police S/B                                                                           | Sous-Brigadier |                                         | Grade supprimé le 1er août 2023, désormais les gardiens de la paix accèdent directement au grade de brigadier-chef. Les galons de sous-brigadier sont toujours portés par les gardiens de la paix à partir de l’échelon 6 ou 10 ans révolu d'administration pour montrer leur ancienneté. |
| Sous-Brigadier de Police sur Concours S/B                                                              | Sous-Brigadier |                                         | Un examen existait au sein de la Police nationale afin d'être promu au grade de sous-brigadier sur concours. Ce grade a disparu à la fin des années 1970. |
| Sous-Brigadier auxiliaire de Police de 1e classe puis Policier auxiliaire de Classe exceptionnelle SB1 | Sous-Brigadier auxiliaire puis appellation inconnue                                                                             |                                         | Les grades de Sous-Brigadiers auxiliaires et de Gardiens de la Paix auxiliaires (remplacés par les différents grades de Policiers auxiliaires vers la fin de leur existence), étaient des grades pour l'ensemble des Policiers auxiliaires qui effectuaient leur Service civil au sein de la Police nationale. Ces grades ont disparu en 2001 avec la suspension du Service national obligatoire, et ont été remplacés par les Adjoints de Sécurité, aujourd’hui Policiers Adjoints. À noter que ces galons se portaient sur le haut de la manche gauche de la tenue. |
| Sous-Brigadier auxiliaire de Police de 2nde Classe puis Policier auxiliaire Hors Classe SB2            | Sous-Brigadier auxiliaire puis appellation inconnue                                                                             |                                         | Les grades de Sous-Brigadiers auxiliaires et de Gardiens de la Paix auxiliaires (remplacés par les différents grades de Policiers auxiliaires vers la fin de leur existence), étaient des grades pour l'ensemble des Policiers auxiliaires qui effectuaient leur Service civil au sein de la Police nationale. Ces grades ont disparu en 2001 avec la suspension du Service national obligatoire, et ont été remplacés par les Adjoints de Sécurité, aujourd’hui Policiers Adjoints. À noter que ces galons se portaient sur le haut de la manche gauche de la tenue. |
| Gardien de la Paix auxiliaire de Police de 1e Classe puis Policier auxiliaire de1e Classe Inconnu      | Appellation inconnue |                                         | Les grades de Sous-Brigadiers auxiliaires et de Gardiens de la Paix auxiliaires (remplacés par les différents grades de Policiers auxiliaires vers la fin de leur existence), étaient des grades pour l'ensemble des Policiers auxiliaires qui effectuaient leur Service civil au sein de la Police nationale. Ces grades ont disparu en 2001 avec la suspension du Service national obligatoire, et ont été remplacés par les Adjoints de Sécurité, aujourd’hui Policiers Adjoints. À noter que ces galons se portaient sur le haut de la manche gauche de la tenue. |
| Gardien de la Paix auxiliaire de Police de 2nde Classe puis Policier auxiliaire de 2nde Classe Inconnu | Appellation inconnue |                                         | Les grades de Sous-Brigadiers auxiliaires et de Gardiens de la Paix auxiliaires (remplacés par les différents grades de Policiers auxiliaires vers la fin de leur existence), étaient des grades pour l'ensemble des Policiers auxiliaires qui effectuaient leur Service civil au sein de la Police nationale. Ces grades ont disparu en 2001 avec la suspension du Service national obligatoire, et ont été remplacés par les Adjoints de Sécurité, aujourd’hui Policiers Adjoints. À noter que ces galons se portaient sur le haut de la manche gauche de la tenue. |
| Réserviste civil de la Police nationale RES                                                            | Réserviste | Le véritable galon est bien plus clair. | Ce galon a été créé pour les réservistes de la réserve civile de la Police nationale, qui portaient ce galon quel que soit leur grade. La réserve civile ayant été remplacée par la réserve opérationnelle en 2022, désormais les réservistes sont tous assimilés à un grade de la Police nationale et portent le galon correspondant, tous ceux n'étant ni retraités ni spécialistes débutant avec le grade de policier adjoint de réserve. |